# 핫삼란군
핫삼란군은 뜨랑주의 행정 구역이다. 이 지역의 총 인구 수는 2005년 기준으로 15550명이다. 인구 밀도는 69.4km2이다.

## 행정 구역
| 번호 | 지명       | 태국어 지명 | 빌리지 | 인구  |  |
| ---- | ---------- | ----------- | ------ | ----- |  |
| 1.   | Hat Samran | หาดสำราญ    | 11     | 8,389 |  |
| 2.   | Ba Wi      | บ้าหวี        | 4      | 2,877 |  |
| 3.   | Tase       | ตะเสะ       | 6      | 4,284 |  |

|  | 이 글은 지리에 관한 토막글입니다. 여러분의 지식으로 알차게 문서를 완성해 갑시다. |